# 233
233 (CCXXXIII) var ett normalår som började en tisdag i den julianska kalendern.

## Händelser

### Okänt datum
- Sasaniderna erövrar Kushanriket.
- Kejsar Alexander Severus besegrar perserna.
- Alemannerna gör slut på det romerska styret över Schwaben.

## Födda
- Porphyrios, grekisk filosof (född detta eller föregående år)
- Cao Fang, kejsare i kungariket Wei (född omkring detta år)
- Chen Shou, författare till Sanguo Zhi